# Tank (gruppo musicale)
I Tank sono un gruppo musicale heavy metal britannico, fondato nel 1980 dal bassista Algy Ward dopo aver lasciato i The Damned. La band è parte integrante dell'ondata NWOBHM.

## Storia
Nel 1980 Algy Ward, giovane scapestrato appassionato di guerra, venne estromesso dalla band punk rock The Damned, in cui suonava il basso, a causa del suo scarso impegno. Ward decise di dar subito vita ad un nuovo gruppo, ispirato da altre realtà di quel periodo come Motörhead e Venom, ed iniziò a cercare musicisti disposti ad unirsi a lui. Dopo un breve periodo di ricerca, il bassista incontrò due fratelli, Peter e Mark Brabbs, rispettivamente chitarrista e batterista, che erano alla ricerca di nuove esperienze musicali, e li ingaggiò. Ward stesso decise di occuparsi anche del ruolo di cantante e nacquero i Tank. I tre ragazzi iniziarono a farsi conoscere suonando nei dintorni, componendo comunque materiale proprio, e nel 1981 registrarono un primo singolo, Don't Walk Away. Grazie a questo singolo, il gruppo fu notato da "Fast" Eddie Clarke, chitarrista dei Motörhead, che, interessato dalle potenzialità dei tre, decise di metterli sotto contratto. Nel 1982 il gruppo pubblicò quindi il suo primo album, Filth Hounds of Hades, che riscosse un buon successo e la band partì in tour con i Motörhead. Di ritorno dal tour, il gruppo incise e pubblicò il suo secondo album, Power of the Hunter, ed iniziò a lavorare sul suo terzo album, pubblicando prima un singolo, Echoes of a Distant Battle. Durante le registrazioni, però, il gruppo sentì il bisogno di stabilizzare la formazione con l'aggiunta di un secondo chitarrista. Il nuovo membro scelto dal gruppo fu Mick Tucker, giovane amico di Ward proveniente da altre formazioni come Axis e White Spirit. Le registrazioni furono completate e il terzo album, intitolato This Means War, fu pubblicato nel 1983. Poco dopo la pubblicazione, tuttavia, alcune tensioni tra i membri del gruppo, in particolare tra Ward e i fratelli Brabbs, spinsero questi ultimi ad abbandonare il gruppo. I due membri rimasti iniziarono a cercare nuovi membri; mentre la ricerca di un nuovo chitarrista fu facile, quella del batterista si rivelò molto complicata a causa della difficoltà nel trovare un musicista adeguato. Il ruolo di chitarrista fu affidato a Cliff Evans, una conoscenza di Tucker, che aveva suonato con Paul Di'Anno, ex cantante degli Iron Maiden, mentre il nuovo batterista divenne Michael Bettell, il quale tuttavia dopo poche settimane abbandonò la band per screzi con Ward, venendo sostituito da Graham "Crash" Crallan, vecchio compagno di Tucker negli White Spirit. Il gruppo procedette con le registrazioni del nuovo album, Honour & Blood, al termine delle quali Crallan abbandonò il gruppo. L'album fu pubblicato nel 1984, seguito da un tour coi Metallica, e l'anno successivo la band ingaggiò il nuovo batterista Gary Taylor, proveniente da formazioni locali. Per la band si aprì un periodo concertistico molto fitto, durante il quale iniziò la composizione di nuovi pezzi. Il quinto album, Tank, fu registrato nel 1986 e pubblicato l'anno seguente, ma le vendite non furono soddisfacenti come in passato e le tensioni tra i membri del gruppo si aggravarono sempre di più, sfociando in un inevitabile scioglimento nel 1989. Tucker e Evans iniziarono un progetto, mentre Ward lavorò prevalentemente come produttore.

### La reunion
Nel 1997, Ward fu contattato da Tucker ed Evans, che gli proposero di riunirsi in occasione di un concerto. Ward accettò, e in seguito all'ottima reazione dei fan al concerto, i tre decisero di riformare i Tank in pianta stabile. Fu ingaggiato come nuovo batterista Steve Hopgood, famoso musicista locale. Gli anni seguenti videro la pubblicazione di molto materiale precedente irrealizzato, mentre Ward si dedicava alla composizione di nuovi pezzi. Nel 2001 Hopgood abbandonò il gruppo per motivi personali, venendo sostituito da Bruce Bisland degli Sweet, e nel 2002 fu pubblicato un nuovo album di inediti, Still at War. Nel periodo successivo il gruppo si dedicò soprattutto ai concerti, pubblicando di tanto in tanto materiale vecchio dal vivo.

### I problemi legali
Nel 2007 ad Algy Ward fu diagnosticata una perdita di udito ad un orecchio a causa dei numerosi anni passati a suonare; per questo motivo gli fu consigliato di non esibirsi dal vivo. Ward decise così di sciogliere i Tank, ma Tucker ed Evans vollero continuare a suonare usando lo stesso nome. Si aprì così una disputa legale sul possessore del nome, tutt'oggi aperta: Ward si considera il membro storico e quindi possessore dei diritti sul nome. Bisland, per evitare problemi, lasciò la band, mentre i due chitarristi crearono una nuova lineup, chiamando il bassista Chris Dale (che aveva suonato in passato con Bruce Dickinson) e il famoso cantante Doogie White, che si era esibito con molti artisti e gruppi, tra i quali i Praying Mantis, i Rainbow, i Pink Cream 69 e Yngwie J. Malmsteen, ed aveva partecipato ai provini per diventare nuovo cantante degli Iron Maiden dopo l'abbandono di Dickinson. Come batterista fu chiamato il membro fondatore Mark Brabbs, che dopo poche prove tuttavia se ne andò, non essendo interessato alla proposta, e venendo sostituito da Dave Cavill. Nel 2010 il gruppo pubblica un nuovo album, War Machine, e parte in tour, durante il quale Cavil (uscito per dedicarsi ad un nuovo gruppo) viene sostituito da Mark Cross, famoso batterista ex membro di Helloween, Firewind e Metalium. Al termine del tour, nel 2012, Cross abbandona la band e viene richiamato l'ex membro Hopgood, con il quale il gruppo si reca in studio per registrare un nuovo lavoro, War Nation, seguito da un album dal vivo. Nell'aprile del 2013, durante un tour inglese, White, che sta registrando un album con Michael Schenker, viene temporaneamente sostituito da ZP Theart, ex membro dei Dragonforce e attualmente negli I Am I. Agli inizi di giugno, però, la disputa legale si riapre: Ward, infatti, pubblica un album, Breath of the Pit, interamente suonato e prodotto da lui, usando il nome di Tank, attribuendosi tutti i diritti sul nome.

## Formazione

### Formazione attuale
- Doogie White - voce (2008-oggi)
- Mick Tucker - chitarra (1983-88, 1997-oggi)
- Cliff Evans - chitarra (1984-88, 1997-oggi)
- Chris Dale - basso (2008-oggi)
- Bruce Bisland - batteria (2001-oggi)

### Ex componenti
- Mark Brabbs - batteria (1980-83)
- Peter Brabbs - chitarra (1980-83)
- Michael Bettell - batteria (1984)
- Graham Crallan - batteria (1984)
- Gary Taylor - batteria (1985-88)
- Steve Hopgood - batteria (1997-2001)
- Algy Ward - voce, basso (1980-88, 1997-2008)

## Discografia

### Album in studio
- 1982 - Filth Hounds of Hades
- 1982 - Power of the Hunter
- 1983 - This Means War
- 1984 - Honour & Blood
- 1988 - Tank
- 2002 - Still at War
- 2010 - War Machine
- 2012 - War Nation
- 2015 - Valley Of Tears
- 2019 - Re-Ignition

#### Tank (Algy Ward)
- 2013 - Breath of the Pit
- 2018 - Sturmpanzer

### Live
- 1998 - The Return of the Filth Hounds - Live
- 2001 - War of Attrition - Live '81
- 2007 - Live and Rare
- 2025 - Live in Texas

### Raccolte
- 1985 - Armour Plated
- 2007 - The Filth Hounds of Hades - Dogs of War 1981 - 2002

### EP
- 1981 - Don't Walk Away

### Singoli
- 1981 - Don't Walk Away (live)
- 1982 - (He Fell in Love with a) Stormtrooper
- 1982 - Turn Your Head Around
- 1982 - Crazy Horses
- 1983 - Echos of a Distant Battle